# BitTorrent Sync
BitTorrent Sync використовує BitTorrent для синхронізації даних у мережі. Доступний для: Windows, Mac, Linux і Android. Він може синхронізувати файли між пристроями в локальній мережі, або між віддаленими пристроями через Інтернет за захищеною, розподіленою технологією P2P.

## Історія
24 січня 2013, компанія BitTorrent оголосила конкурс пре-альфа тестер допомогти в тестуванні нового продукту, що допомагає керувати особистими файлами між декількома комп'ютерами.
Кілька приватних пре-альфа збірок «SyncApp» згодом були отримані в обмеженій групі тестерів альфа в період з січня 2013 року і квітні 2013 року. У середині квітня 2013 року, назва «SyncApp» було відкинуто на користь «BitTorrent Sync».
23 квітня 2013, було відкрите альфа тестування для рядових користувачів.
6 травня 2013 року, більше одного петабайта анонімних даних було синхронізовано між користувачами, це більш 70 терабайт щодня.
Станом на 16 липня 2013 року, більше восьми петабайт даних були синхронізовані за допомогою цього продукту.
BitTorrent Sync перемістилися з «Альфа» у «Бета» фазу 17 липня 2013.

## Сумісність
BitTorrent Sync наявний для наступних платформ:
- FreeBSD
- Linux (Packages and Linux GUI available for Debian derived systems)[1][2][3]
- Mac OS X (10.6 або пізніші)
- Microsoft Windows (XP SP3 або пізніші)
- Присрої NAS
- Android
- iOS (від 28.08.2013 у бета версії)

## Технологія
BitTorrent Sync синхронізує файли, використовуючи однорангову мережу (P2P), що самостійно організовується, засновану на протоколі BitTorrent. Цей протокол зарекомендував себе ефективною передачею великих файлів між багатьма пристроями. На відміну від хмарних сервісів з аналогічним функціоналом, при використанні для цих цілей BitTorrent Sync дані користувача знаходяться на локальному носію та потребують, як мінімум, одного пристрою, підключеного до мережі для доступу до них. BitTorrent Sync використовує шифрування даних за допомогою алгоритму AES з довжиною ключа в 128 біт, який може бути створений випадково або обраний користувачем. Ключ є похідною від таємниці, який може бути поширений серед користувачів, що обмінюються даними. Дані надсилаються безпосередньо від пристрою до пристрою, якщо пристрій, що приймає є недоступним (наприклад, знаходиться за міжмережним екраном), дані будуть спрямовані до іншого вузла мережі. Але дані будуть прийняті тільки в тому випадку, якщо йому відомий таємний ключ для розшифрування та перегляду даних. Вузол мережі може бути доданий до синхронізації, якщо йому буде переданий відповідний таємний ключ, що дозволяє переглядати дані.

## Аналоги
- Syncthing(інші мови) — програмне забезпечення з відкритим вихідним кодом для безперервної синхронізації файлів.